# Буркинийско-малийские отношения
Буркинийско-малийские отношения — двусторонние дипломатические отношения между Буркина-Фасо и Мали. Протяжённость государственной границы между странами составляет 1325 км.

## История
28 мая 1975 года Буркина-Фасо и Мали стали членами Экономического сообщества стран Западной Африки (ЭКОВАС).
После военного переворота в Мали весной 2012 года, 11 января 2013 года Франция начала на территории страны военную операцию «Сервал». Правительство Буркина-Фасо принимало участие в этой операции с января 2013 года, отправив армейские подразделения на территорию Мали.
В 2016 году Буркина-Фасо и Мали договорились совместно вести борьбу с исламистами, путём обмена разведывательными данными и организацией общего патрулирования границы, что стало реакцией на убийство 28 посетителей в отеле в Уагадугу. В 2019 году военнослужащие обеих стран подвергались атаке исламистов вдоль границы, во время одной из атак погибло 38 малийских солдат. 
В 2019 году на территории Мали проживало 8457 беженцев из Буркина-Фасо. В 2020 году на территории Буркина-Фасо размещалось 20948 беженцев из Мали.

## Торговля
В 2017 году Мали поставило товаров в Буркина-Фасо на сумму 116 млн. долларов США.

## Дипломатические представительства
- Буркина-Фасо имеет посольство в Бамако[7].
- Мали содержит посольство в Уагадугу[8].